# Visegrad 4 Bicycle Race
La Visegrad 4 Bicycle Race è una serie di quattro corse in linea maschili di ciclismo su strada che si tengono annualmente nei quattro paesi del Gruppo di Visegrád: Polonia, Repubblica Ceca, Slovacchia e Ungheria. Le prove si svolgono dal 2014, e sono tutte incluse nel calendario UCI Europe Tour come prove di classe 1.2.
In aggiunta alle quattro consuete prove nazionali, tra 2018 e 2019 sono state organizzate in Ungheria due prove di classe 1.2, denominate "V4 Special Series".

## Albo d'oro

### Visegrad 4 Bicycle Race - GP Polski
Aggiornato all'edizione 2025.
| Anno                                         | Vincitore                                    | Secondo                                      | Terzo                                        |
| Visegrad 4 Bicycle Race - GP Polski Via Odra | Visegrad 4 Bicycle Race - GP Polski Via Odra | Visegrad 4 Bicycle Race - GP Polski Via Odra | Visegrad 4 Bicycle Race - GP Polski Via Odra |
| -------------------------------------------- | -------------------------------------------- | -------------------------------------------- | -------------------------------------------- |
| 2014                                         | Erik Baška                                   | Jiří Hochmann                                | Artur Detko                                  |
| Visegrad 4 Bicycle Race - GP Polski          |                                              |                                              |                                              |
| 2015                                         | Bartosz Warchoł                              | Leszek Pluciński                             | Tomáš Koudela                                |
| 2016                                         | Łukasz Owsian                                | Marek Rutkiewicz                             | Dariusz Batek                                |
| 2017                                         | Kamil Zieliński                              | Rok Korošec                                  | Sylwester Janiszewski                        |
| 2018                                         | Maciej Paterski                              | Vojtěch Hačecký                              | Eryk Latoń                                   |
| 2019                                         | Alois Kaňkovský                              | Maciej Paterski                              | Paweł Franczak                               |
| 2020                                         | annullato per la pandemia di COVID-19        | annullato per la pandemia di COVID-19        | annullato per la pandemia di COVID-19        |
| 2021                                         | Itamar Einhorn                               | Alois Kaňkovský                              | Matteo Pongiluppi                            |
| 2022                                         | Marceli Bogusławski                          | Tomáš Bárta                                  | Itamar Einhorn                               |
| 2023                                         | Itamar Einhorn                               | Eduard Michael Grosu                         | Maciej Paterski                              |
| 2024                                         | Lukáš Kubiš                                  | Tomasz Budziński                             | Bartłomiej Proć                              |
| 2025                                         | Norbert Banaszek                             | Sverre Litlere                               | Hubert Grygowski                             |

### Visegrad 4 Bicycle Race - GP Czech Republic
Aggiornato all'edizione 2024.
| Anno | Vincitore                             | Secondo                               | Terzo                                 |
| ---- | ------------------------------------- | ------------------------------------- | ------------------------------------- |
| 2014 | Josef Černý                           | Kamil Gradek                          | Alessandro Mazzi                      |
| 2015 | Paweł Bernas                          | Jiří Polnický                         | Oleksandr Polivoda                    |
| 2016 | Marek Rutkiewicz                      | Jiří Polnický                         | Michael Kukrle                        |
| 2017 | Rok Korošec                           | Sylwester Janiszewski                 | Josef Černý                           |
| 2018 | Alois Kaňkovský                       | Maciej Paterski                       | Rok Korošec                           |
| 2019 | non disputato                         | non disputato                         | non disputato                         |
| 2020 | annullato per la pandemia di COVID-19 | annullato per la pandemia di COVID-19 | annullato per la pandemia di COVID-19 |
| 2021 | Adam Toupalik                         | Daniel Turek                          | Karel Camrda                          |
| 2022 | Adam Toupalik                         | Jakub Kaczmarek                       | Jan Kašpar                            |
| 2023 | Adam Toupalik                         | Maciej Paterski                       | Márton Dina                           |
| 2024 | Martin Voltr                          | Barnabás Peák                         | Paweł Szóstka                         |
| 2025 | annullato                             | annullato                             | annullato                             |

### Visegrad 4 Bicycle Race - GP Slovakia
Aggiornato all'edizione 2025.
| Anno | Vincitore             | Secondo         | Terzo            |
| ---- | --------------------- | --------------- | ---------------- |
| 2014 | Paweł Bernas          | Patrik Tybor    | Andi Bajc        |
| 2015 | Alois Kaňkovský       | Erik Baška      | Jiří Hochmann    |
| 2016 | Andriy Kulyk          | Alois Kaňkovský | Błażej Janiaczyk |
| 2017 | Alois Kaňkovský       | Vojtěch Hačecký | Paweł Franczak   |
| 2018 | Maciej Paterski       | Alan Banaszek   | Rok Korošec      |
| 2019 | Alois Kaňkovský       | Paweł Franczak  | Dominik Neuman   |
| 2020 | Stanisław Aniołkowski | Alois Kaňkovský | Karol Wawrzyniak |
| 2021 | Alan Banaszek         | Jakub Murias    | Michael Kukrle   |
| 2022 | Thomas Pesenti        | Adam Ťoupalík   | Jakub Ťoupalík   |
| 2023 | Maciej Paterski       | Piotr Brożyna   | Michael Boroš    |
| 2024 | Martin Voltr          | Byron Munton    | Barnabás Peák    |
| 2025 | Cesare Chesini        | Riccardo Lucca  | Michael Boroš    |

### Visegrad 4 Kerékpárverseny
Aggiornato all'edizione 2025.
| Anno                                 | Vincitore                             | Secondo                               | Terzo                                 |
| Visegrad 4 Bicycle Race - GP Hungary | Visegrad 4 Bicycle Race - GP Hungary  | Visegrad 4 Bicycle Race - GP Hungary  | Visegrad 4 Bicycle Race - GP Hungary  |
| ------------------------------------ | ------------------------------------- | ------------------------------------- | ------------------------------------- |
| 2014                                 | Paweł Bernas                          | Kamil Zieliński                       | Marek Čanecký                         |
| 2015                                 | Alois Kaňkovský                       | Przemyslaw Sobieraj                   | Błażej Janiaczyk                      |
| 2016                                 | Marek Čanecký                         | Dariusz Batek                         | Oleksandr Polivoda                    |
| Visegrad 4 Kerékpárverseny           |                                       |                                       |                                       |
| 2017                                 | Kamil Zieliński                       | Josef Černý                           | Adam Stachowiak                       |
| 2018                                 | František Sisr                        | Patryk Stosz                          | Rok Korošec                           |
| 2019                                 | Paweł Franczak                        | Kristjan Hočevar                      | Žiga Ručigaj                          |
| 2020                                 | annullato per la pandemia di COVID-19 | annullato per la pandemia di COVID-19 | annullato per la pandemia di COVID-19 |
| 2021                                 | Michal Schlegel                       | Viktor Potočki                        | Viktor Filutás                        |
| 2022                                 | Adam Ťoupalík                         | Thomas Pesenti                        | Barnabás Peák                         |
| 2023                                 | Adam Ťoupalík                         | Maciej Paterski                       | Szymon Tracz                          |
| 2024                                 | Tilen Finkšt                          | Martin Voltr                          | Gabriele Casalini                     |
| 2025                                 | Dario Igor Belletta                   | János Pelikán                         | Matic Žumer                           |

### V4 Special Series Vásárosnamény-Ibrány
Aggiornato all'edizione 2021.
| Anno                                   | Vincitore                         | Secondo                           | Terzo                             |
| V4 Special Series Debrecen-Ibrány      | V4 Special Series Debrecen-Ibrány | V4 Special Series Debrecen-Ibrány | V4 Special Series Debrecen-Ibrány |
| -------------------------------------- | --------------------------------- | --------------------------------- | --------------------------------- |
| 2018                                   | Péter Kusztor                     | Karel Tyrpekl                     | Marko Danilović                   |
| V4 Special Series Vásárosnamény-Ibrány |                                   |                                   |                                   |
| 2019                                   | János Pelikán                     | Stefano Gandin                    | Tomáš Bárta                       |

### V4 Special Series Vásárosnamény-Nyíregyháza
Aggiornato all'edizione 2021.
| Anno | Vincitore   | Secondo       | Terzo       |
| ---- | ----------- | ------------- | ----------- |
| 2019 | Daniel Auer | János Pelikán | Rok Korošec |